# エットーレ・ルケージ・パッリ
エットーレ・カルロ・ルケージ・パッリ（Ettore Carlo Lucchesi Palli, 1806年8月2日 - 1864年4月1日）は、イタリア・両シチリア王国の貴族。伯爵、のち第4代グラツィア公爵、第9代カンポフランコ公。

## 生涯
第3代グラツィア公爵アントーニオ・ルケージ・パッリ（1781年 - 1856年）とその妻マリーア・フランチェスカ・ピニャテッリ（1784年 - 1837年）の間の次男として生まれた。ルケージ・パッリ家はルッカに起源を持つ古い貴族家門である。1831年12月14日ローマにおいて、ベリー公爵夫人マリー・カロリーヌと秘密結婚した。カロリーヌは両シチリア王フランチェスコ1世の娘、ベリー公爵シャルル・フェルディナンの未亡人であり、7月革命で失った次期国王の母后としての地位を取り戻すべく1832年4月フランス西部で反乱を起こすが、失敗している。妻カロリーヌがオーストリア・シュタイアーマルク州に購入したブルンゼー城で暮らした。1856年父の死とともに公爵位を継承。
カロリーヌとの間に5人の子をもうけた。
- アンナ・マリーア（1833年） - カロリーヌが反乱扇動罪で収監中に出産した婚外子
- クレメンティーナ・イザベッラ（1835年 - 1925年） - 1856年カミッロ・ツィレリ伯爵と結婚
- マリーア・フランチェスカ・ディ・パーオラ（1836年 - 1923年） - 1860年アルソリ公カミッロ・マッシモ[1]と結婚
- マリーア・イザベッラ（1838年 - 1873年） - 1856年マッシミリアーノ・ディ・カブリアーニ侯爵と結婚、1864年ジョヴァンニ・バッティスタ・ディ・コンティ伯爵と再婚
- マリオ・アディノルフォ・レオポルド・アントニオ・エットーレ（1840年 - 1911年） - 第5代グラツィア公爵

## 引用
1. ↑  嫡孫のアルソリ公レオーネ・マッシモは作曲家で、ジェノヴァ公トンマーゾの次女マリーア・アデライーデ（イタリア語版）と結婚した。また、次男のロヴィアーノ公ファブリツィオ・マッシモはマドリード公カルロス・マリアの三女ベアトリス（スペイン語版）を妻とした。